# Helmut Peters (Sinologe)
Helmut Peters (* 23. Juli 1930 in Schwanebeck; † 12. Juni 2023 in Berlin) war ein deutscher Sinologe und Marxist.

## Leben
Peters besuchte von 1942 bis 1944 die Mittelschule in Halberstadt und Brandenburg. Die Einberufung zum Volkssturm verhinderte das Abitur. 1946 begann er eine Tischlerlehre und schloss 1949 die Gesellenprüfung ab. Auf der Arbeiter-und-Bauern-Fakultät „Walter Ulbricht“ in Halle-Wittenberg erwarb er 1952 die Hochschulreife. Von 1952 bis 1957 studierte er am Ostasiatischen Institut der Karl-Marx-Universität Leipzig unter Eduard Erkes Sinologie im Hauptfach und Japanologie als Nebenfach.
Im Rahmen einer wissenschaftlichen Aspirantur von 1957 bis 1962 setzte er zwei Jahre lang seine China-Studien fort. Anfang 1962 verteidigte er seine Dissertation A Die Taiping-Herrschaft in den beiden Kreisen Changshu und Zhaowen. Unter besonderer Berücksichtigung ihrer Boden- u. Steuerpolitik. Diese Arbeit analysierte zum ersten Mal in deutscher Sprache die in Süd-Jiangsu, im heutigen Kreis Changshu, durch die Taiping-Rebellion ausgelösten administrativen, politischen und ökonomischen Änderungen und unterzog sie einer grundlegenden, quellenkritischen Analyse.
Anschließend war er ein Jahr lang als Fachreferent für Regionalwissenschaften im Staatssekretariat für Hoch- und Fachschulwesen tätig, wechselte dann in die Diplomatie und war von 1963 bis 1969 in der Botschaft der DDR in Beijing als 2. bzw. 1. Sekretär für die Gestaltung der kulturellen Beziehungen mit der Volksrepublik China tätig. Nach dieser Tätigkeit übte er in der Akademie für Gesellschaftswissenschaften des ZK der SED von 1969 bis 1990 die Funktion eines Fachrichtungsleiters für Forschungen zur aktuellen Entwicklung der VR China aus.
1972 wurde er Hochschuldozent und 1974 zum ordentlichen Professor für neuere und neueste Geschichte Chinas berufen. 1980 verteidigte er seine Dissertation B Die Entwicklung der ökonomischen und politischen Verhältnisse in der VR China von 1957 bis 1978. Während der Zeit seiner Tätigkeit an der Akademie für Gesellschaftswissenschaften veröffentlichte er zahlreiche Beiträge zu Aspekten der gesellschaftlichen Entwicklung Chinas.
Im Oktober 1990 wurde Peters abgewickelt und lebte seither als Rentner in Berlin.

## Werke
- Taiping-Revolution und mandschurische Fremdherrschaft. (in: Wissenschaftliche Zeitschrift der Karl-Marx-Universität, gesellschafts- und sprachwissenschaftliche Reihe 1961, H. 3). Leipzig 1961.
- Die Taiping-Herrschaft in den beiden Kreisen Changshu und Zhaowen unter besonderer Berücksichtigung ihrer Boden- und Steuerpolitik. (Dissertation Karl-Marx-Universität Leipzig), Leipzig 1962.
- Maoismus und Imperialismus (in: IPW-Forschungshefte Jg. 10, 1975, H. 2). Berlin: Staatsverlag der DDR, Berlin 1975
- China zwischen Gestern und Morgen. Wohin geht China? (in: isw-report, Nr. 61). Institut für sozial-ökologische Wirtschaftsforschung, München, Mai 2005 ISSN 1614-9289.
- Chinesische Weisheiten. Institut für Außenwirtschaft GmbH, Düsseldorf 2008 ISBN 978-3-939717-08-9.
- Die VR China – Vom Mittelalter zum Sozialismus. Auf der Suche nach der Furt. Neue Impulse Verlag, Essen 2009 ISBN 978-3-910080-71-3.